# Părinții fondatori ai Statelor Unite ale Americii

"Declarația de Independență", un tablou al lui John Trumbull, care descrie Comitetul celor Cinci, prezentând proiectul Congresului la 28 iunie 1776

Fondatorii Statelor Unite ale Americii sau Părinții/Tații fondatori ai Statelor Unite ale Americii, conform originalului din engleză, Founding Fathers of the United States, cunoscuți de asemenea americanilor ca Fathers of Our Country, Forefathers, Framers sau doar ca Founders este un grup de bărbați, în majoritate covârșitoare de descendență anglo-saxonă, care fie au semnat Declarația de independență a Statelor Unite ale Americii, Constituția Statelor Unite ale Americii, au participat efectiv la Războiul Revoluționar American și/sau au avut contribuții majore de natură ideatică, legislativă, participativă la crearea Statelor Unite ale Americii.
Istoricul Richard B. Morris, în 1973, a identificat următoarele șapte personalități ca părinți-fondatori: Benjamin Franklin, John Jay, John Adams, Thomas Jefferson și James Madison. Adams, Jefferson și Franklin erau membri ai Comitetului Cinci care a elaborat Declarația de Independență. Hamilton, Madison și Jay au fost autori ai Federalist Papers, susținând ratificarea Constituției.

## Cei 56 de semnatari ai Declarației de Independență
| - John Adams - Samuel Adams - Josiah Bartlett - Carter Braxton - Charles Carroll - Samuel Chase - Abraham Clark - George Clymer - William Ellery - William Floyd - Benjamin Franklin - Elbridge Gerry - Button Gwinnett - Lyman Hall - John Hancock - Benjamin Harrison - John Hart - Joseph Hewes - Thomas Heyward, Jr. | - William Hooper - Stephen Hopkins - Francis Hopkinson - Samuel Huntington - Thomas Jefferson - Francis Lightfoot Lee - Richard Henry Lee - Francis Lewis - Robert R. Livingston - Thomas Lynch, Jr. - Thomas McKean - Arthur Middleton - Lewis Morris - Robert Morris - John Morton - Thomas Nelson, Jr. - William Paca - John Penn - Robert Treat Paine | - George Read - Caesar Rodney - George Ross - Benjamin Rush - Edward Rutledge - Roger Sherman - James Smith - Richard Stockton - Thomas Stone - George Taylor - Matthew Thornton - George Walton - William Whipple - William Williams - James Wilson - John Witherspoon - Oliver Wolcott - George Wythe |

## Delegații Convenției Constituționale (Constitutional Convention)

### Cei 39 de semnatari ai Constituției

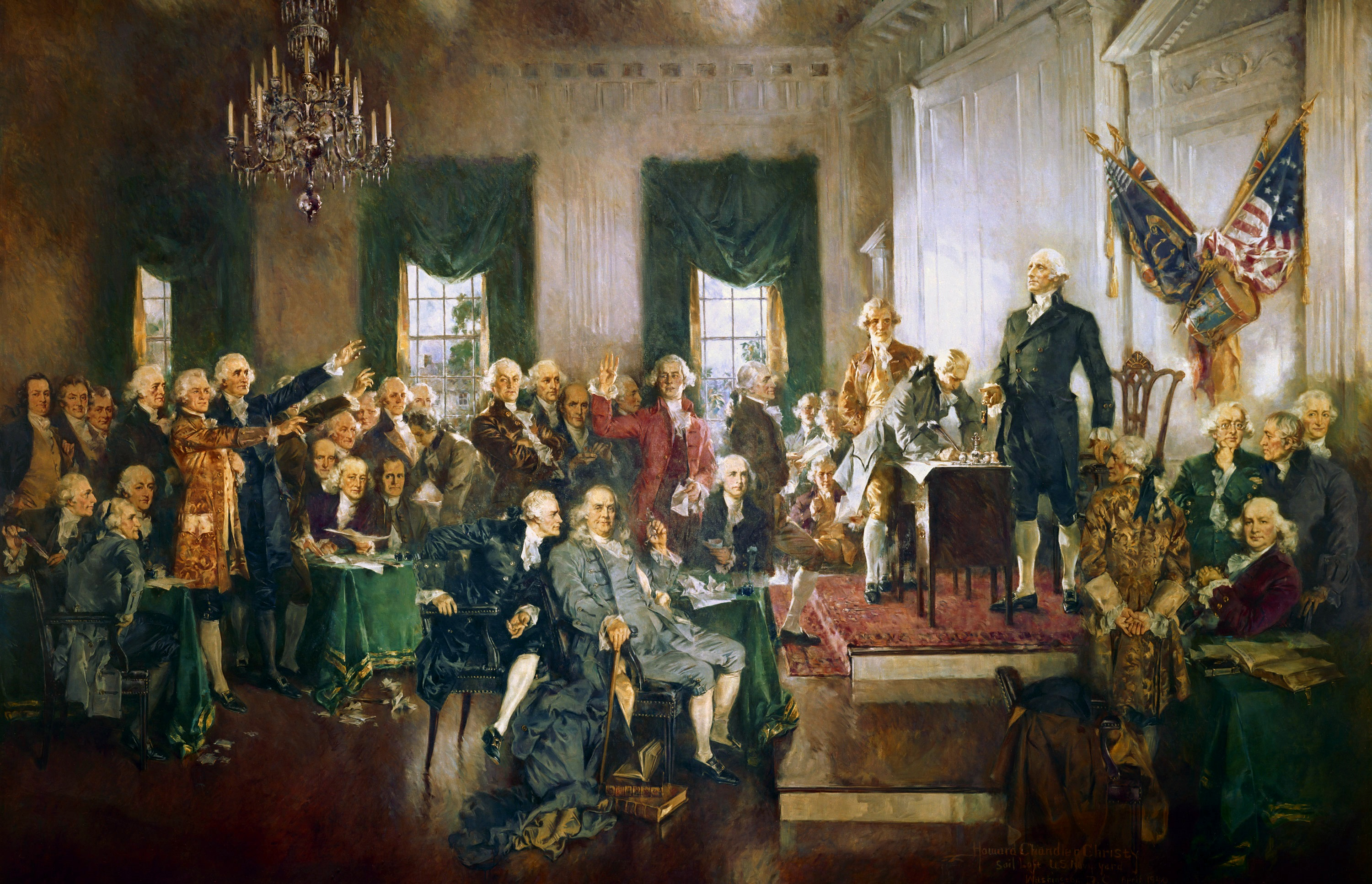
Pictura lui Howard Chandler Christy descriind semnarea Constituției SUA, Scena la semnarea Constituției Statelor Unite.

| - George Washington - Abraham Baldwin - Richard Bassett - Gunning Bedford, Jr. - John Blair - William Blount - David Brearly - Jacob Broom - Pierce Butler - Daniel Carroll - George Clymer - Jonathan Dayton - John Dickinson - William Few - Thomas Fitzsimons - Benjamin Franklin - Nicholas Gilman - Nathaniel Gorham - Alexander Hamilton - Jared Ingersoll | - Daniel of St. Thomas Jenifer - William Samuel Johnson - Rufus King - John Langdon - William Livingston - James Madison - James McHenry - Thomas Mifflin - Gouverneur Morris - Robert Morris - William Paterson - Charles Cotesworth Pinckney - Charles Pinckney - George Read - John Rutledge - Roger Sherman - Richard Dobbs Spaight - Hugh Williamson - James Wilson |  |

### Cei 16 delegați care nu au semnat Constituția Statelor Unite
| - William Richardson Davie - Oliver Ellsworth - Elbridge Gerry - William Houston - William Houstoun - John Lansing, Jr. - Alexander Martin - Luther Martin | - George Mason - James McClurg - John Francis Mercer - William Pierce - Edmund Randolph - Caleb Strong - George Wythe - Robert Yates |  |

## Alte personalități marcante ale Erei Revoluționare Americane considerați „Părinți fondatori ”
| - Ethan Allen - Richard Bland - George Clinton - Patrick Henry - John Jay - Henry Lee III - Robert R. Livingston - John Marshall, cel de-al patrulea en Şef al Curții Supreme de Justiție. - Philip Mazzei, imigrant italian, patriot și pamfletar, care a sugerat celebra formulare din Constituția Statelor Unite ale Americii, "All men are created equal" - James Monroe, membru al en Congresului Continental și cel de-al cincilea președinte al Statelor Unite ale Americii, ultimul din așa-numita "Republican Generation" - Thomas Paine, care inspirat de Revoluția americană a militat pentru ideile Revoluției franceze în cunoscutul său eseu Rights of Man (Drepturile omului). A fost ales în en Adunarea Naţională și a ajutat la scrierea constituției Franței de atunci. - Peyton Randolph, președinte al en Primului Congres Continental - Friedrich Wilhelm von Steuben, general originar din Prusia, care a reorganizat Continental Army și a avut o contribuție majoră la victoria acesteia. - Charles Thomson, secretar al celui de-al en Doilea Congres Continental |